# Niels Rud
Niels Rud (18. december 1922 i Herning - 15. maj 1997) var en dansk sprinterløber, som løb for Herning GF. 
Rud var også fodboldspiller i Danmarksserie/3. divisions klubben Herning Fremad.

## Danske mesterskaber
- Sølv 1944 100 meter 11,2
- Bronze 1944 4 x 100 meter 44,5